# Chopper Chopper / Survival Girls
Singles de Up Up Girls Kakko Kari
Upper Rock / Ichiban Girls!
(7 novembre 2012) RespecTokyo / Sutorera! ~Straight Up!~
(20 février 2013)
Chopper Chopper / Survival Girls (チョッパー☆チョッパー／サバイバルガールズ), stylisé Chopper☆Chopper / Survival Girls, est le 8e single indépendant ("indie") du groupe japonais Up Up Girls Kakko Kari, sorti en décembre 2012, et le premier sous le label T-Palette Records après un contrat chez Up-Front Works.

## Détails du single

### Annonce de la sortie du single
Au cours premier concert solo du groupe "Up Up Girls Kakko Kari 1st LIVE Daikanyama Battle Kakko Kari" tenu au Daikanyama UNIT le 2 septembre 2012, T-Palette Records fait une annonce-surprise que le groupe signera un nouveau contrat,,. La maison de disques annonce le projet de sortir un single du groupe d'ici la fin de l'année 2012, cependant un autre single, intitulé Upper Rock / Ichiban Girls!, le précédera et est donc prévu pour sortir en novembre sous Up-Front Works.

### Production des chansons et enregistrements
Il s'agit d'un single "double-face A" contenant les deux chansons principales Chopper☆Chopper et Survival Girls accompagnées de leur versions instrumentales. Deux producteurs surnommées PandaBoY et michitomo se partagent les tâches : PandaBoY écrit les paroles, compose, produit et arrange la chanson Chopper☆Chopper tandis que michitomo (qui travaillera notamment avec le groupe lyrical school) effectue le même travail pour la deuxième chanson Survival Girls. Le 27 octobre 2012, l'enregistrement de la chanson Chopper☆Chopper est réalisée. 
Les deux principales chansons ne seront pas retenues dans le premier album du groupe First Album Kakko Kari qui ne sortira alors que quelques mois plus tard sous le label Up-Front ; elles figureront en revanche sur son deuxième album Second Album Kakko Kari qui lui sortira sous T-Palette en février 2014, soit plus d'un an après  La chanson Chopper☆Chopper figurera sous sa version originale sur le CD de l'édition régulière de l'album ainsi que sous une version remixée par son producteur PandaBoY sur le deuxième CD de l'édition limitée de l'album.

### Sortie et classement
Il s'agit du premier disque du groupe single sortir sous le label d'idoles récemment fondé T-Palette Records (dont la filiale est Tower Records) après avoir sorti sept singles chez Up-Front Works.
Une vidéo promotionnelle pour la chanson Chopper☆Chopper (en version live) est mise en ligne sur YouTube fin novembre 2012 ; il s'agit de la première musique-vidéo du groupe. Le 3 décembre, la chanson est initialement publiée sous format numérique sur iTunes Store. Les deux chansons principales sortent sont ensuite publié en single et en une seule édition le 5 décembre 2012 sous format CD maxi de 12cm ; le single atteint la 35e du classement hebdomadaire des ventes de l'Oricon ainsi que la 1re place du classement hebdomadaire des ventes de singles indépendants de l'Oricon. Il se vend à 2 438 exemplaires durant la première semaine de vente et reste classé pendant trois semaines.

## Formation
- Minami Sengoku – Leader
- Konatsu Furukawa
- Saki Mori
- Ayano Satō
- Azusa Sekine
- Manami Arai
- Akari Saho

## Liste des titres
Toutes les paroles sont écrites par PandaBoY (pour les pistes n°1 et 3) et michitomo (pour les pistes n°2 et 4), toute la musique est composée par PandaBoY (pour les pistes n°1 et 3) et michitomo (pour les pistes n°2 et 4).
| CD single | CD single                               | CD single | CD single | CD single | CD single | CD single | CD single | CD single | CD single |
| No        | Titre                                   | Durée     |           |           |           |           |           |           |           |
| --------- | --------------------------------------- | --------- | --------- | --------- | --------- | --------- | --------- | --------- | --------- |
| 1.        | Chopper☆Chopper (チョッパー☆チョッパー) | 4:26      |           |           |           |           |           |           |           |
| 2.        | Survival Girls (サバイバルガールズ)     | 3:58      |           |           |           |           |           |           |           |
| 3.        | Chopper☆Chopper (Instrumental)          | 4:26      |           |           |           |           |           |           |           |
| 4.        | Survival Girls (Instrumental)           | 3:56      |           |           |           |           |           |           |           |
| 16:46     |                                         |           |           |           |           |           |           |           |           |